# Малко-Йонково
Малко-Йонково (болг. Малко Йонково) — село в Болгарии. Находится в Разградской области, входит в общину Исперих. Население составляет 381 человек.
Малко-Йонково выделено села Йонково, расположенного в 1 км к востоку, 7 марта 2007 года.

## Политическая ситуация
В местном кметстве Малко-Йонково, в состав которого входит Малко-Йонково, должность кмета (старосты) исполняет Мехмед Ахмед Аачбаджак (Движение за права и свободы (ДПС)) по результатам выборов правления кметства.
Кмет (мэр) общины Исперих — Адил Ахмед Решидов (Движение за права и свободы (ДПС)) по результатам выборов в правление общины.